# Влтава
Велта́ва або «Влтава» (чеськ. Vltava нім. Moldau) — найдовша річка в Чехії, притока Лаби. 

## Загальний опис
Довжина річки — 446 км, площа басейну — 28 090 км², що становить більше половини площі Богемії і близько третини всієї території Чехії. Притоки річки в горах Шумави, течуть по височинах і рівнинах Середньої Чехії. Велтава, проходячи через Прагу, перетинається 18-ма мостами (у тому числі, знаменитим Карловим мостом) і охоплює 31 км у межах міста. Вода з річки використовувалась для пиття до 1912 року, допоки Виноградська водонапірна вежа не припинила перекачування рідин. Однак, це є джерелом питної води в разі збоїв/ ремонту системи водопостачання з джерел Желівка і Карань. Середні витрати біля Праги 142 м³/с. Судноплавна (за допомогою шлюзів) у нижній течії (нижче Праги) на 84 км. Водосховища, ГЕС. На річці розташовані міста — Чеські Будейовиці, Прага (Велтава слугує композиційною віссю міста), Чеський Крумлов. Також її називають чеською національною річкою.

## Повені
Басейн Велтави затоплювався кілька разів протягом всієї історії. Мітки встановлені уздовж річки. Вони позначають лінію води під час відомих повеней у 1784 році, 1845, 1890, 1940, і найвищої з усіх у 2002 році.
Прага знову була затоплена в 2013. Багато місць у басейнах річок Велтави й Ельби були залишені під водою, у тому числі Празький зоопарк. Але було зведено металеві бар'єри вздовж берегів Велтави, щоб допомогти захистити історичний центр міста.  [Архівовано 7 червня 2013 у Wayback Machine.]

## Каскад ГЕС
На річці розташовані ГЕС Ліпно, ГЕС Орлік, ГЕС Камік, ГЕС Слапі, ГАЕС Штеховиці.

## Етимологія
І чеська назва Велтава і німецька назва Moldau, як вважають, походять з давньонімецької Wilth-ahwa («дика вода») У Фульдських анналах (872 р н. е.) річка називається Fuldaha, від 1113 р н. е. засвідчується як Wultha. В Україні також була річка Лтава. Назва поселення на цій річці була згадана в Іпатіївському літописі 1174 року, традиційно пов'язана з назвою міста Полтава.

## Фотогалерея

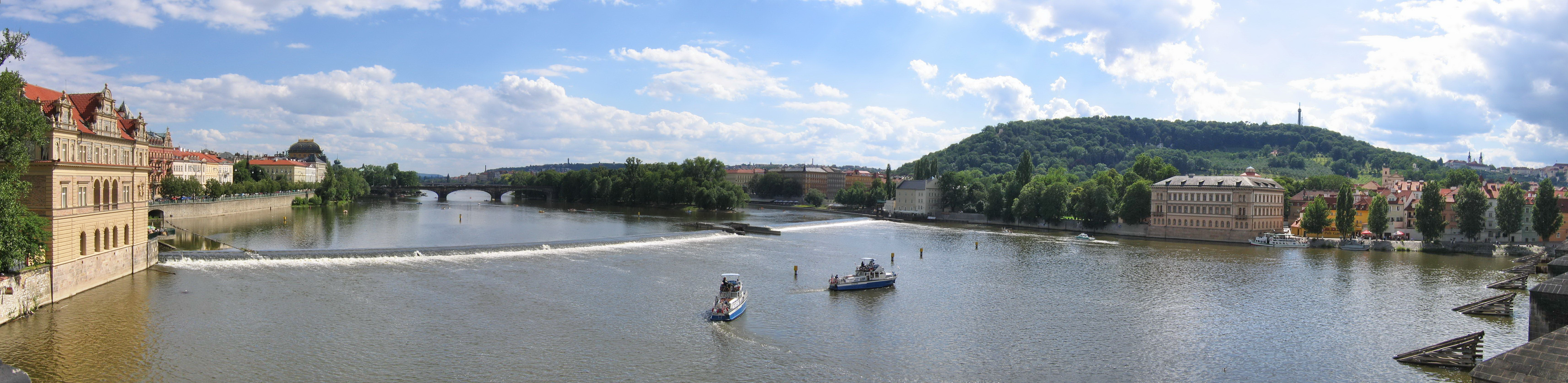
Велтава в Празі (панорама з Карлового мосту).

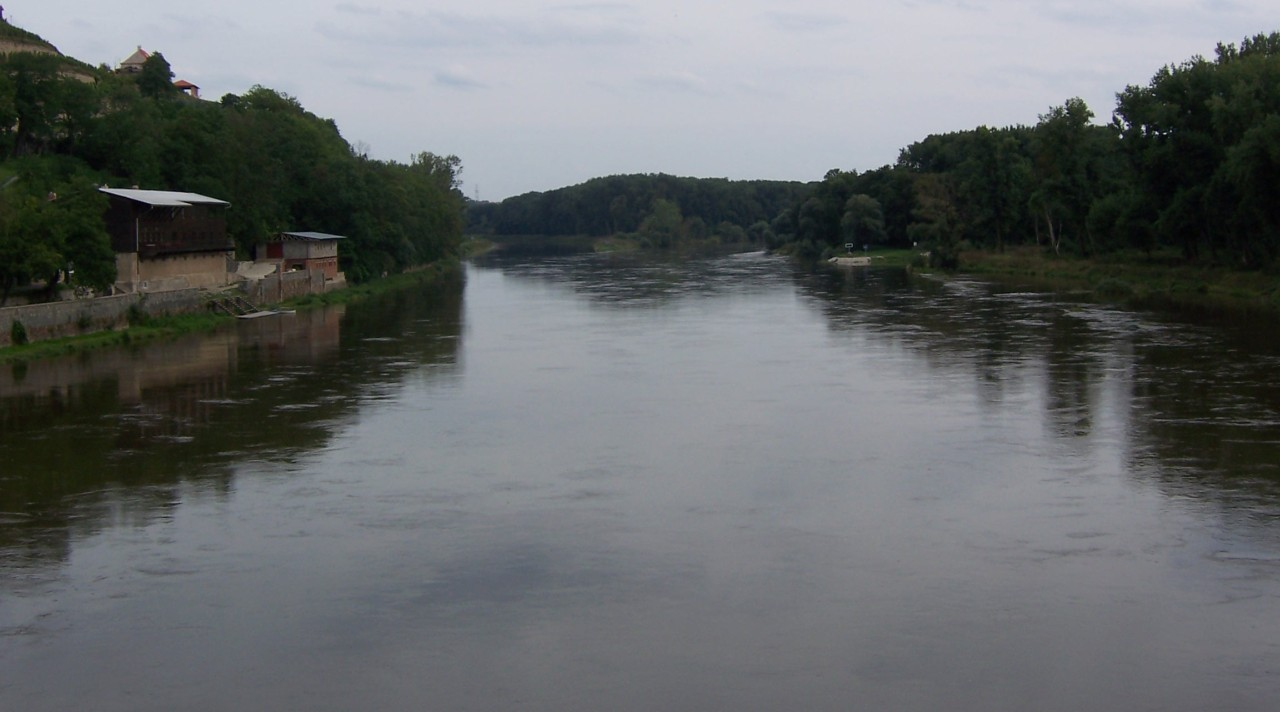
Велтава впадає у Лабу біля підніжжя замку Мельник

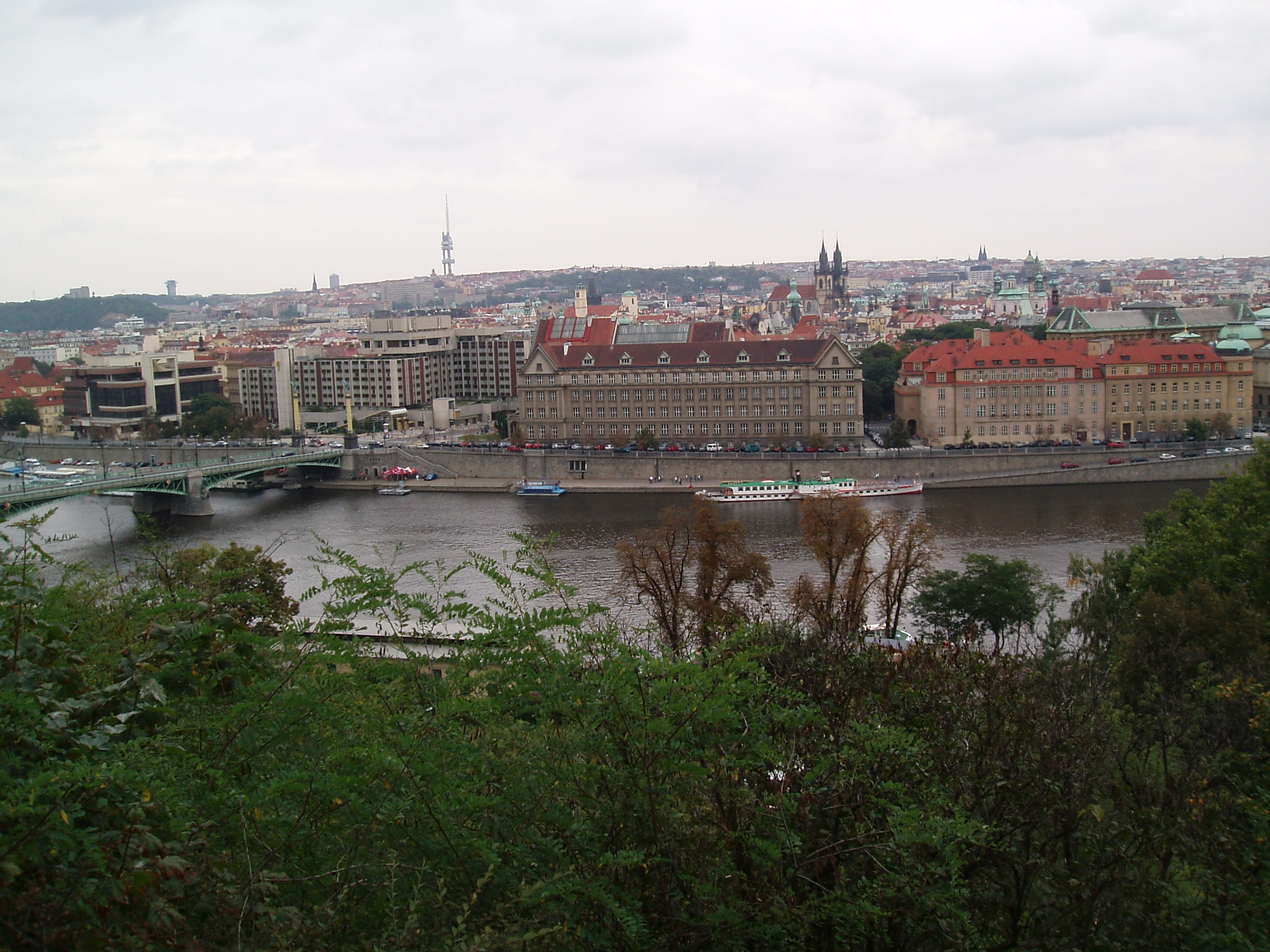
Велтава у Празі.

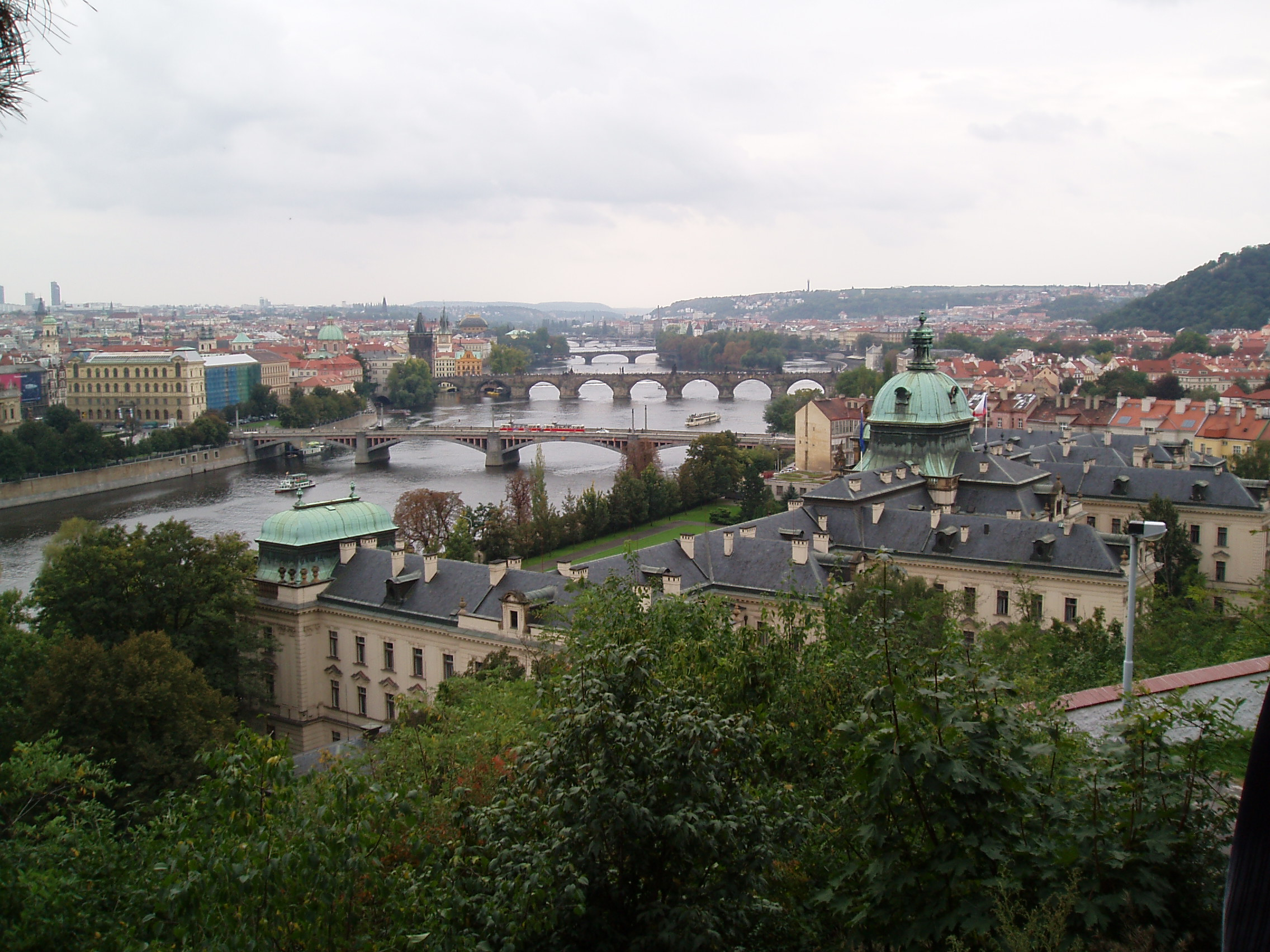
Празькі мости через Велтаву.